# Mentre ti spoglio
Mentre ti spoglio è un singolo del cantautore italiano Deddy, pubblicato il 17 dicembre 2021 come terzo estratto dal primo album in studio Il cielo contromano su Giove.

## Descrizione
Il brano, scritto da Giordana Angi, è prodotto da Cesare Chiodo.

## Promozione
Il brano è stato presentato dallo stesso cantautore il 19 dicembre 2021 nel corso della quattordicesima puntata della ventunesima edizione del talent show Amici di Maria De Filippi.

## Video musicale
Il video musicale, diretto da Federico Santaiti, è stato pubblicato in concomitanza all'uscita del brano attraverso il canale YouTube della Warner Music Italy.

## Tracce
Testi e musiche di Giordana Angi.
1. Mentre ti spoglio – 3:36